# NGC 5477
NGC 5477 é uma galáxia espiral (Sm) localizada na direcção da constelação de Ursa Major. Possui uma declinação de +54° 27' 39" e uma ascensão recta de 14 horas, 05 minutos e 33,0 segundos.
A galáxia NGC 5477 foi descoberta em 14 de Abril de 1789 por William Herschel.